# Kamýk (Švihov)
Kamýk je malá vesnice, část města Švihov v okrese Klatovy v Plzeňském kraji. Nachází se asi 3,5 kilometru jihovýchodně od Švihova. Kamýk leží v katastrálním území Kamýk u Švihova o rozloze 5,61 km². V katastrálním území Kamýk u Švihova leží i Těšnice.

## Historie
První písemná zmínka o vesnici pochází z roku 1359.

## Obyvatelstvo
| Rok            | 1869 | 1880 | 1890 | 1900 | 1910 | 1921 | 1930 | 1950 | 1961 | 1970 | 1980 | 1991 | 2001 | 2011 | 2021 |
| -------------- | ---- | ---- | ---- | ---- | ---- | ---- | ---- | ---- | ---- | ---- | ---- | ---- | ---- | ---- | ---- |
| Počet obyvatel | 164  | 190  | 155  | 140  | 151  | 167  | 144  | 112  | 101  | 52   | 50   | 31   | 22   | 42   | 38   |
| Počet domů     | 24   | 28   | 28   | 26   | 30   | 30   | 30   | 29   | 29   | 18   | 19   | 21   | 16   | 22   | 23   |

## Obecní správa
Při sčítání lidu v letech 1850–1909 Kamýk byl osadou obce Otín v okrese Klatovy. V letech 1910–1963 byl samostatnou obcí, se kterým patřil nejprve do okresu Klatovy, ale v roce 1950 v okrese Přeštice. Od roku 1964 je částí města Švihov v okrese Klatovy. V letech 1910–1963 k obci patřily Těšnice.

## Pamětihodnosti
- Dům čp. 11
- památné lípy

## Fotogalerie

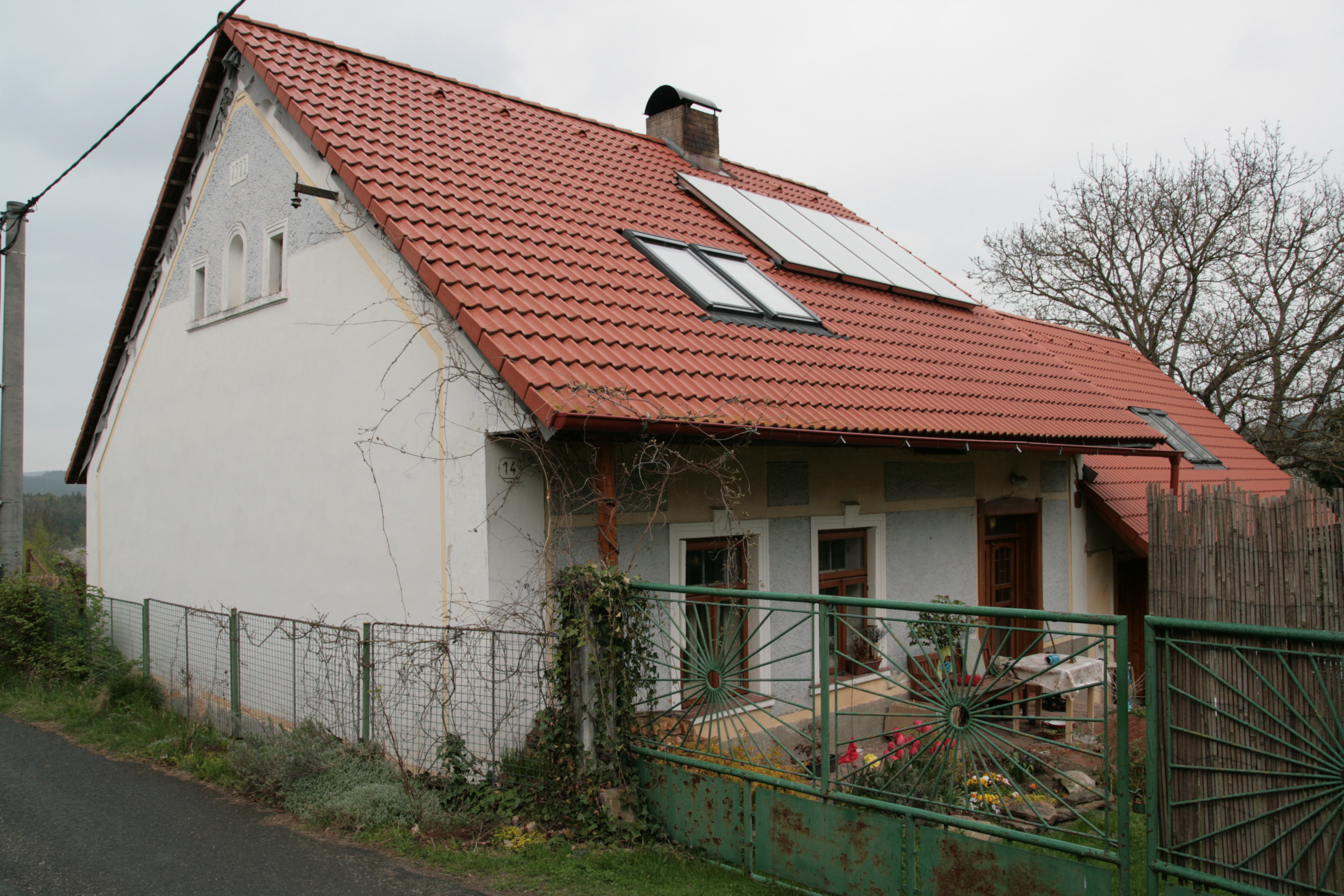
Místní dům
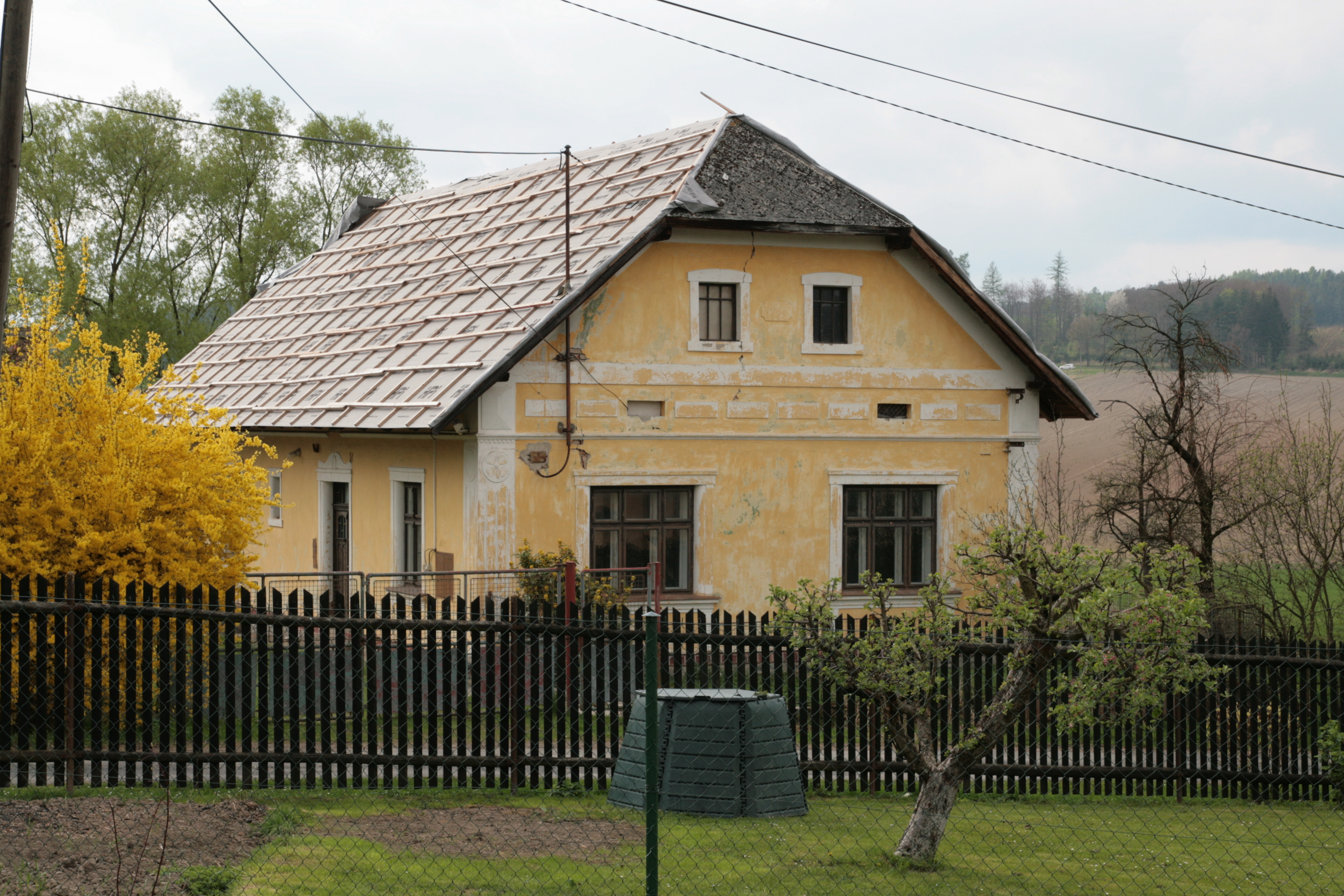
Místní usedlost
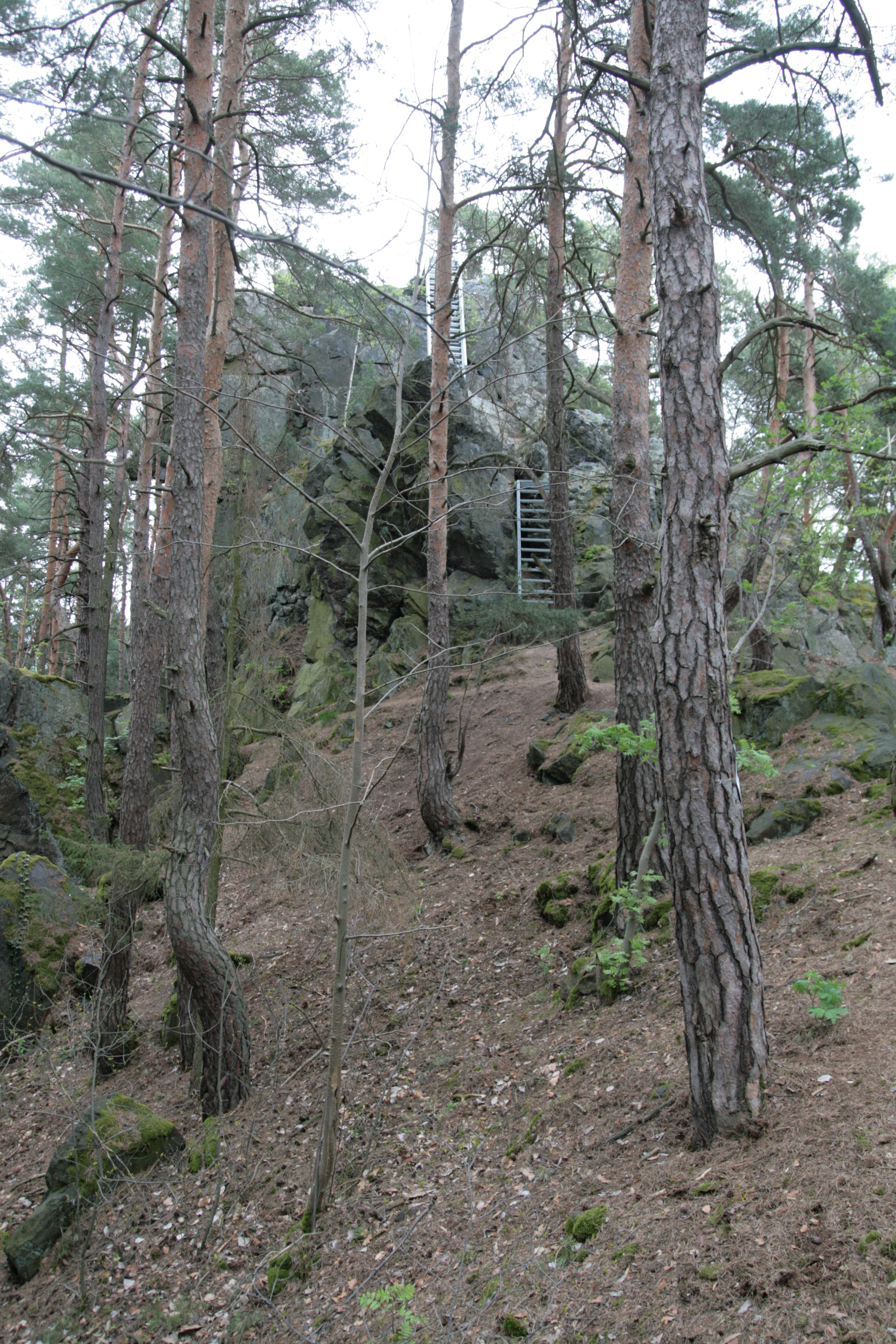
Kamýcká skála